# Pinocytose

Pinocytose

Pinocytose (v. Gr. pinoo = drinken, kutos = holte) is een vorm van heterofagie waarbij (sub-)microscopisch kleine vloeistofdruppels met opgeloste stoffen, zoals suikers en eiwitten, vanuit de extracellulaire ruimte worden opgenomen door levende cellen door middel van instulpingen (pinocytoseblaasjes van de celmembraan (=Pseudopodium) of vesikels). Pinocytose is een vorm van endocytose.
De opname van vetdruppels ter hoogte van de dunne darm gebeurt bijvoorbeeld door pinocytose.
Met de elektronenmicroscoop is pinocytose zichtbaar als instulping van het celmembraan, gevolgd door afsnoering van het aldus gevormde, met vocht gevulde blaasje. Door dit proces kan de cel stoffen opnemen die niet zonder meer de celmembraan kunnen passeren. Het mechanisme van de opname lijkt sterk op dat van de fagocytose, waarbij vaste partikels opgenomen worden.
Een karakteristiek onderscheid tussen fagocytose en pinocytose is dat bij fagocytose de grootte van het blaasje, dat door instulping van de celmembraan wordt gevormd, door de omvang van het op te nemen partikel wordt bepaald, terwijl bij pinocytose de grootte van de blaasjes als het ware van tevoren vastligt. Een geheel ander verschil is dat pinocytose bij vrijwel alle cellen in meer of mindere mate voorkomt, terwijl fagocytose van enige omvang alleen bij bepaalde gespecialiseerde cellen (granulocyt, macrofaag) wordt gevonden.